# Andrew Sabiston
Pour les articles homonymes, voir Bob Sabiston.
Andrew Sabiston est un acteur canadien né en 1965 à Victoria (Canada).

## Filmographie
- 1981 : Ups & Downs : Chip
- 1982 : Paul et les jumeaux (The Edison Twins) (série télévisée) : Tom Edison
- 1984 : When We First Met (TV) : Rob Montana
- 1987 : MacGyver (saison 3, épisode 9 "Tel père, tel fils") : David Ryman
- 1990 : On Thin Ice: The Tai Babilonia Story (TV)
- 1991 : Captain N and the New Super Mario World (série télévisée) : Yoshi (voix)
- 1994 : Free Willy (série télévisée) : P.R. Frickley
- 1994 : Trial by Jury de Heywood Gould : Elliot, Juror
- 1995 : Little Bear (série télévisée) (voix)
- 1997 : Donkey Kong Country (série télévisée) : Diddy Kong (voix)
- 2001 :  Le Livre de Winnie l'ourson (The Book of Pooh) (série télévisée) : Piglet (Singing)
- 2002 : Bang bang t'es mort (TV) : Mr. Olsen
- 2003 : America's Prince: The John F. Kennedy Jr. Story (TV) : Brian
- 2003 : Rescue Heroes: The Movie : Bob Sled (voix)
- 2005 : Harry and His Bucket Full of Dinosaurs (série télévisée) : Pterence (voix)
- 2005 : Care Bears: Big Wish Movie (vidéo) : Tenderheart Bear (voix)